# Підгорний Сергій Олександрович
Сергій Олександрович Підгорний (нар. 27 грудня 1953, Буча, Київська область, Українська РСР — пом. 18 липня 2011, Буча, Україна) — український та радянський актор. Член Національної Спілки кінематографістів України.

## Біографія
Народився в родині робітника. Закінчив Київський державний інститут театрального мистецтва імені. І. К. Карпенка-Карого (1976).
З 1976 року працював на київській кіностудії імені Олександра Довженко. Дебютував у кіно роллю Смуглянки в знаменитому фільмі Леоніда Бикова "В бій ідуть лише «старі» (1973).
До 1995 року знімався досить активно, в ролях другого плану і епізодах. До 2008 року не знімався, коли отримав роль в українському фільмі «Попелюшка з острова Джерба» (вийшов в прокат у 2009 році).

## Знімався у фільмах
- "В бій ідуть лише «старі» (Смуглянка)
- «Народжена революцією» (Григорій)
- «Зимовий вітер» (Колесничук)
- «Літо в Журавлиному» (Тиміш)
- «Порт» (Соколов)
- «Щедрий вечір» (Максим)
- «Така вона, гра» (Орлов)
- «Доля» (Шибанов)
- «Час — московський» (Тимко)
- «Єралашний рейс» (Тарас)
- «Трясовина» (Жигарьов)
- «Підпільний обком діє» (Кравцов)
- «Блакитні блискавки» (Хворост)
- «Незручна людина» (Захаров)
- «Бачу ціль» (Гаркуша)
- «Мій генерал» (Єгоров)
- «Важка вода» (мічман Дєвушкін)
- «Мужність» (Єпіфанов)
- «Візит у Ковалівку» (Грицько)
- «Час літніх гроз» (Грачов)
- «Школа» (Логінов)
- «Два дні у грудні» (Кравчук)
- «Останній гейм» (Аверін)
- «Стратити немає можливості» (Астахов)
- «Інспектор Лосєв» (Шухлін)
- «Твоє мирне небо» (Зубков)
- «Свято печеної картоплі» (епіз.)
- «Солом'яні дзвони» (Яків Чернета)
- «Підпільний обком діє» (Кравцов)
- «Балаган»
- «Особиста зброя»
- «У зоні особливої уваги»
- «Війна на західному напрямку»
- «Вишневі ночі»
- «Повернення Мухтара» (працівник ЖЕКу)
- «Попелюшка з острова Джерба»
- «Лісова пісня. Мавка»
- «Івін А.»
- «Не відстріляна музика» (1990)

та інші.

## Публічна діяльність
Член Національної спілки кінематографістів України.
Делегат XXIII з'їзду комсомолу України.